# Instabilité de Crow

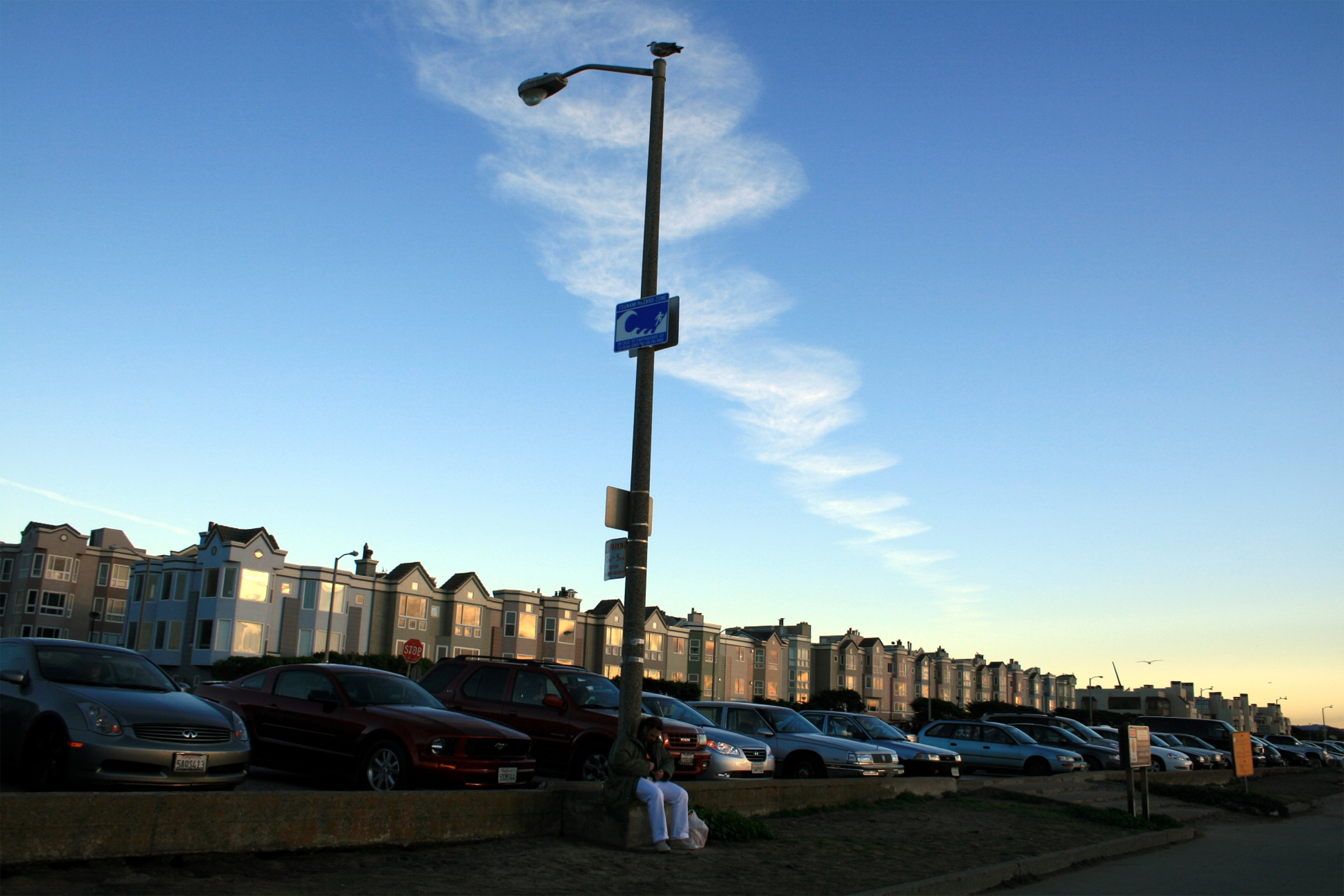
Instabilité de Crow modifiant la forme de la traînée de condensation.

L’instabilité de Crow est en aérodynamique un vortex non-linéaire provenant de l'instabilité elliptique de deux vortex contrarotatifs à grande longueur d'onde, du nom de son découvreur S. C. Crow. Elle est le plus souvent observée dans les cieux derrière de gros avions, tels que le Boeing 747, lorsque le tourbillon marginal produit au bout des ailes interagit avec la traînée de condensation produite par les moteurs. Le résultat est une distorsion dans la forme de la traînée.

## Définition et développement
L’instabilité de Crow s’observe sur une paire de tourbillons dont la rotation est de sens inverse. Elle consiste en une longue perturbation périodique, déplaçant les cœurs des deux tourbillons symétriquement. La première analyse théorique fut réalisé en 1970 par S. C. Crow qui démontra un déplacement du cœur de rotation vers un point situé entre ceux des deux rotations initiatrices. La forme sinusoïdale prise par le nouveau tourbillon est donc un équilibre induit entre les deux rotations et reste dans un plan incliné à 45 degrés par rapport à la ligne joignant la position moyenne des deux centres de rotations initiaux.
L'instabilité de Crow se produit généralement en plusieurs étapes :
- Une paire de tourbillons tournant en sens opposés agissent l'un sur l'autre pour amplifier de petites distorsions sinusoïdales dans leurs formes tourbillonnaires (normalement créées par une perturbation initiale dans le système) ;
- Les ondes se développent en modes symétriques ou anti-symétriques, selon la nature de la perturbation initiale ;
- Ces distorsions se développent, à la fois par l'interaction d'un tourbillon sur un autre, mais aussi par l'auto-induction d'un vortex avec lui-même. Cela conduit à une croissance exponentielle de l'amplitude de l'onde de vortex ;
- Les amplitudes atteignent une valeur critique et se reconnectent, formant une chaîne d'anneaux de vortex.